# 家庭與學校合作事宜委員會
家庭與學校合作事宜委員會（英語：Committee on Home-School Co-operation），簡稱家校會（CHSC），成立於1993年2月，是由教育局常任秘書長委任的一個委員會，由教育局提供秘書處服務做支援。透過統計調查、編製訓練教材、為學校撥備活動經費、宣揚學校與家庭建立更緊密的關係，及鼓勵學校設立家長教師會，從而促進家庭與學校的合作。前任主席是湯修齊先生。現任主席是方奕展。

## 報告書
教育統籌委員會之建議以報告書形式發表，成立至今總共發表了七份報告書：
- 第一號報告書（1984年）
- 第二號報告書（1986年）
- 第三號報告書（1988年）
  - 建議成立直資學校
- 第四號報告書（1990年）
- 第五號報告書（1992年）
  - 建議成立家庭與學校合作事宜委員會
- 第六號報告書（1996年）
- 第七號報告書（1997年）
  - 建議成立優質教育基金

## 委員名單
現時成員包括主席、教育局的當然委員、分別來自幼稚園、小學、中學及特殊學校的教育工作者、本地學校的學生家長、親職教育工作者及專業人士。
歷任主席如下：
- 1993年至2002年：狄志遠先生[2][3]
- 2002年至2003年：曾潔雯女士[2]
- 2003年至2005年：張國華先生[4]
- 2005年至2011年：黃寶財先生[5][6]
- 2011年至2014年：徐聯安先生[7][8][9]
- 2014年至2020年：湯修齊先生[10]
- 2020年至今：方奕展先生[11]

## 工作範圍
- 鼓勵成立家長教師會；
- 透過宣傳活動、推廣成功經驗以及舉辦研習班和研討會[12][13]，培養家長和教師對家校合作及家長教育的積極態度；
- 向能提出新措施以改善家校合作及推動家長教育的學校，提供津貼，並確保成功的計劃獲得推廣；
- 製作多種媒介的教育和宣傳材料，以促進家庭與學校合作；
- 就如何推動家長積極參與教育過程，向教育局、政府其他部門和非政府機構提供意見；
- 調查和研究現時社會人士對家庭與學校關係的看法、家長的態度，以及需要改善的措施[14][15]；
- 透過師訓與師資諮詢委員會，就如何把教師與家長合作的概念和技巧，納入職前師資訓練課程，以及就校長和教師的複修和在職訓練課程，向師資培訓機構提供意見；
- 協助及支援學校推行家長教育；及
- 編製《幼稚園概覽》[16][17]、《小學概覽》[18][19]及《中學概覽》[20]。

資料來源：家校會簡介

## 對家長的支援
家校會不但向學童的家長提供有關親子關係、孩子發展、健康、教育及社會資訊外，還向殘疾學童的家長提供《特殊學校概覽》等資訊，亦在網頁刊登了有關慈善機構「龍耳」出版《細聽我心聲》的書刊，這是一本由聾人及弱聽人士寫下他們過往求學及家長陪伴聾人子女的心路歷程，讓聾童的家長可以籍著這本書刊了解聾童的需要。
資料來源：家校會 － 網上家長錦囊